# Kárminhátú tangara
A kárminhátú tangara (Ramphocelus dimidiatus) a madarak osztályának verébalakúak (Passeriformes) rendjébe és a tangarafélék (Thraupidae) családjába tartozó faj.

## Rendszerezése
A fajt Frédéric de Lafresnaye francia ornitológus írta le 1837-ben.

## Alfajai
- Ramphocelus dimidiatus arestus Wetmore, 1957
- Ramphocelus dimidiatus dimidiatus Lafresnaye, 1837
- Ramphocelus dimidiatus isthmicus Ridgway, 1901
- Ramphocelus dimidiatus limatus Bangs, 1901
- Ramphocelus dimidiatus molochinus Meyer de Schauensee, 1950[2]

## Előfordulása
Panama, Kolumbia és Venezuela területén honos. Betelepítették Francia Polinézia szigeteire is. Természetes élőhelyei a szubtrópusi és trópusi síkvidéki esőerdők és cserjések, valamint ültetvények, vidéki kertek és másodlagos erdők. Állandó nem vonuló faj.

## Megjelenése
Testhossza 16 centiméter, testtömege 24-34 gramm.
|  |  |

## Természetvédelmi helyzete
Az elterjedési területe nagyon nagy, egyedszáma pedig stabil. A Természetvédelmi Világszövetség Vörös listáján nem fenyegetett fajként szerepel.